# Sociedade Pestalozzi de Minas Gerais
A Sociedade Pestalozzi de Minas Gerais foi instituída em 10 de novembro de 1932 em Belo Horizonte por enfermeiros, médicos, psicologistas e professores sob a direção de Helena Antipoff, que, posteriormente, orientou a criação de vários outros núcleos da sociedade. Em março de 1933 a sociedade passa a ser uma personalidade jurídica e em 1939 adota o seu atual nome.
Inicialmente, a Sociedade Pestalozzi de Minas Gerais tinha como foco “colaborar com o trabalho das professoras das classes especiais das escolas públicas de Belo Horizonte”. Para tal fim, promovia estudos, palestras, seminários, cursos e publicações relacionadas à educação de crianças portadoras de necessidades especiais. Fornecia também material didático para a educação destas crianças e 
atendimento para as portadoras de disfunções emocionais.
Desde a sua criação, a Sociedade Pestalozzi de Minas Gerais passou por diversas ampliações a fim de atender as demandas. Em 1934 criou o Pavilhão Noraldino de Lima, onde funcionou o Laboratório de Pesquisas Clínicas e Investigações Científicas e o Consultório Médico-Pedagógico. Criou em 1935 o Instituto Pestalozzi de Belo Horizonte e em 1940 deu início à instalação do complexo educacional da Fazenda do Rosário. Atendendo às demandas do Rio de Janeiro fundou em 1945 a Sociedade Pestalozzi do Brasil e, posteriormente, vários núcleos foram criados em diversas localidades do Brasil. Em 28 de agosto de 1970 foi criada a Federação Nacional das Sociedades Pestalozzi (FENASP). Aproximadamente 150 núcleos estavam registrados na FENASP no início do século XXI.